# Sci di fondo agli VIII Giochi olimpici invernali - Staffetta maschile
La competizione della staffetta 4x10 km maschile di sci di fondo agli VIII Giochi olimpici invernali si è svolta il giorno 25 febbraio 1960 al McKinney Creek Stadium di Squaw Valley.

## Classifica
| Pos.    | Nazione          | Atleti             | Tempi Individuali | Tempo Totale |
| ------- | ---------------- | ------------------ | ----------------- | ------------ |
| Oro     | Finlandia        | Toimi Alatalo      | 35'03"            | 2:18'45"6    |
| Oro     | Finlandia        | Eero Mäntyranta    | 34'45"            | 2:18'45"6    |
| Oro     | Finlandia        | Väinö Huhtala      | 35'01"            | 2:18'45"6    |
| Oro     | Finlandia        | Veikko Hakulinen   | 33'56"6           | 2:18'45"6    |
| Argento | Norvegia         | Harald Grønningen  | 35'07"            | 2:18'46"4    |
| Argento | Norvegia         | Hallgeir Brenden   | 34'41"            | 2:18'46"4    |
| Argento | Norvegia         | Einar Østby        | 34'41"            | 2:18'46"4    |
| Argento | Norvegia         | Håkon Brusveen     | 34'17"4           | 2:18'46"4    |
| Bronzo  | Unione Sovietica | Anatoly Shelyukhin | 37'17"            | 2:21'21"6    |
| Bronzo  | Unione Sovietica | Gennady Vaganov    | 34'22"            | 2:21'21"6    |
| Bronzo  | Unione Sovietica | Aleksey Kuznetsov  | 35'11"            | 2:21'21"6    |
| Bronzo  | Unione Sovietica | Nikolaj Anikin     | 34'31"6           | 2:21'21"6    |
| 4       | Svezia           | Lars Olsson        | 34'56"            | 2:21'31"8    |
| 4       | Svezia           | Janne Stefansson   | 37'44"            | 2:21'31"8    |
| 4       | Svezia           | Lennart Larsson    | 34'44"            | 2:21'31"8    |
| 4       | Svezia           | Sixten Jernberg    | 34'07"8           | 2:21'31"8    |
| 5       | Italia           | Giulio De Florian  | 35'37"            | 2:22'32"5    |
| 5       | Italia           | Giuseppe Steiner   | 35'59"            | 2:22'32"5    |
| 5       | Italia           | Pompeo Fattor      | 35'30"            | 2:22'32"5    |
| 5       | Italia           | Marcello De Dorigo | 35'26"5           | 2:22'32"5    |
| 6       | Polonia          | Andrzej Mateja     | 36'22"            | 2:26'25"3    |
| 6       | Polonia          | Józef Rysula       | 35'13"            | 2:26'25"3    |
| 6       | Polonia          | Józef Gut Misiaga  | 37'19"            | 2:26'25"3    |
| 6       | Polonia          | Kazimierz Zelek    | 37'31"3           | 2:26'25"3    |
| 7       | Francia          | Victor Arbez       | 36'50"            | 2:26'30"8    |
| 7       | Francia          | René Mandrillon    | 36'46"            | 2:26'30"8    |
| 7       | Francia          | Benoît Carrara     | 36'41"            | 2:26'30"8    |
| 7       | Francia          | Jean Mermet        | 36'13"8           | 2:26'30"8    |
| 8       | Svizzera         | Fritz Kocher       | 37'43"            | 2:29'36"8    |
| 8       | Svizzera         | Marcel Huguenin    | 38'15"            | 2:29'36"8    |
| 8       | Svizzera         | Lorenz Possa       | 36'37"            | 2:29'36"8    |
| 8       | Svizzera         | Alphonse Baume     | 37'01"8           | 2:29'36"8    |
| 9       | Germania         | Kuno Werner        | 37'27"            | 2:31'47"1    |
| 9       | Germania         | Helmut Hagg        | 37'53"            | 2:31'47"1    |
| 9       | Germania         | Werner Haase       | 37'58"            | 2:31'47"1    |
| 9       | Germania         | Enno Röder         | 38'29"1           | 2:31'47"1    |
| 10      | Giappone         | Takashi Matsuhashi | 39'02"            | 2:36'44"9    |
| 10      | Giappone         | Kazuo Sato         | 37'41"            | 2:36'44"9    |
| 10      | Giappone         | Eiji Kurita        | 39'17"            | 2:36'44"9    |
| 10      | Giappone         | Akemi Taniguchi    | 40'44"9           | 2:36'44"9    |
| 11      | Stati Uniti      | Mack Miller        | 37'04"            | 2:38'01"8    |
| 11      | Stati Uniti      | Karl Bohlin        | 40'47"            | 2:38'01"8    |
| 11      | Stati Uniti      | John Dendahl       | 39'11"            | 2:38'01"8    |
| 11      | Stati Uniti      | Peter Lahdenpera   | 40'59"8           | 2:38'01"8    |